# Вугре
Вугре́ (фр. Vougrey) — коммуна во Франции, находится в регионе Шампань — Арденны. Департамент — Об. Входит в состав кантона Шаурс. Округ коммуны — Труа.
Код INSEE коммуны — 10443.
Коммуна расположена приблизительно в 165 км к юго-востоку от Парижа, в 100 км южнее Шалон-ан-Шампани, в 26 км к юго-востоку от Труа.

## Население
Население коммуны на 2008 год составляло 53 человека.
| 1962 | 1968 | 1975 | 1982 | 1990 | 1999 | 2008 |
| ---- | ---- | ---- | ---- | ---- | ---- | ---- |
| 46   | 47   | 50   | 41   | 46   | 44   | 53   |

## Экономика

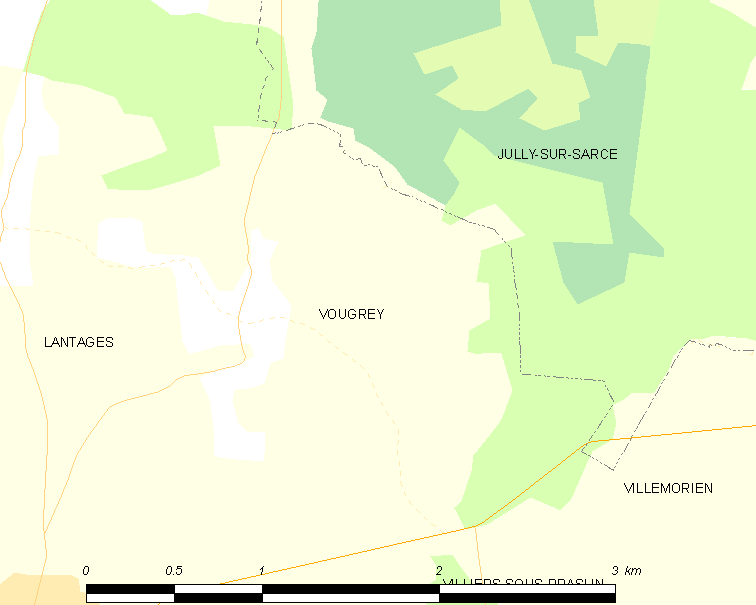
Карта коммуны

В 2007 году среди 36 человек в трудоспособном возрасте (15—64 лет) 27 были экономически активными, 9 — неактивными (показатель активности — 75,0 %, в 1999 году было 84,6 %). Их 27 активных работали 26 человек (13 мужчин и 13 женщин), безработным был 1 мужчина. Среди 9 неактивных 5 человек были учениками или студентами, 3 — пенсионерами, 1 был неактивным по другим причинам.